# Яланкуль (Омська область)
Яланкуль (рос. Яланкуль) — присілок у Большереченському районі Омської області Російської Федерації.
Муніципальне утворення — Чебаклинське сільське поселення. Населення становить 145 осіб.

## Історія
Згідно із законом від 30 липня 2004 року входить до складу муніципального утворення Чебаклинське сільське поселення.

## Населення
| 1926 | 2002 | 2010 |
| ---- | ---- | ---- |
| 511  | ↘226 | ↘145 |